# Катедрала у Шпејеру
Краљевска катедрала у Шпејеру, службеног имена Краљевска катедралана базилика вознесења Светог Стефана, (лат. Domus sanctae Mariae Spirae), у Шпејеру, Рајна-Палатинат (Немачка), је седиште католичке Шпејерске бискупије која је део бамбергшке надбискупије. Катедрала, посвећена Светој Девици Марији, заштитници града Шпејера ("Patrona Spirensis") и Светом Стефану је углавном позната као Kaiserdom zu Speyer (Краљевска катедрала у Шпејеру). Папа Пије XI је уздигао катедралу у Шпејеру на ниво мање базилике римокатиличке цркве 1925. године.
Започета 1030. године, под управом Конрада II, ова маркантна тробродна надсвођена базилика од црвеног пешчара је "врхунац дизајна који је био изузетно утицајан у развоју романичке архитектуре током 11. и 12. века". Као гробно место Салијску династију, породицу Штауфер и Хабзбуршке цареве и краљеве, катедрала је представљала симбол царске моћи. Како је опатијом Клуни у рушевинама, она представља највећу романичку цркву. Сматра се “прекретницом у европској архитектури”, и једним од најважнијих архитектонских споменика свога времена и једним од најлепших романичких споменика уопште .
Године 1981, катедрала је додата на УНЕСКОв списак места Светске баштине у Европи због свог културног значаја као "водећи споменик романичке уметности у Немачком царству".

## Историја
Краљевска катедрала у Шпејеру, најзначајнија романичка грађевина у Немачкој, изграђена је и посвећена као последње почивалиште царева Светог римског царства и као симбол њихове моћи. Градња је започела око 1030. године, под управом Конрада II, а освештена је 1061. године. За време Хенрика IV предузете су обнова и надоградња. Шпејерска катедрала је прва позната грађевина с галеријама које иду около целе грађевине. Систем аркада, додат приликом Хенрикове обнове је такође први такав у историји архитектуре.
Управо у Шпејерској катедрали је 27. децембар 1146. године Конрад III објавио да иде у Други крсташки рат. На састанку у Шпејеру 1529. године лутеранисти су захтевали од Римске Цркве гаранцију слободе савести, протествујући против дотадашње праксе Римске Цркве .
У градском пожару 1689. године уништен је већи део главног брода, али је потпуно реновиран и враћен у пређашње стање од 1758. до 1778. године. Баварски краљ Луј I Побожни је наручио слике за ентеријер, те су од 1846—1853. год. сликари школа Ј. Шраудолфа и Ј. Шварцмана завршили уређење у назаренском стилу. Од 1854—1858. год. западно прочеље катедрале обновио је Хајнрих Хибш у нео-романском стилу. Током обнове 1950-их, већина слика из 19. века је уклоњена како би се открила величанствена архитектура.
Године 1981, катедрала је додата на УНЕСКОв списак Светске баштине, а Краљевска катедрала св. Девице Марије и св. Стефана је седиште Шпејерске надбискупије и папина базилика.

## Карактеристике
Шпејерска катедрала је углавном задржала облик и димензије цркве из 11. века и, упркос значајним губицима оригиналне грађе и каснијим рестаурацијама, представља целовиту и јединствену романичку грађевину. Облик углавном прати нацрт који је установљен на цркви Св. Михаила у Хилдесхајму и представља стандард који је прихваћен у рајнској области (Рурска област). Он је компромисно решење уздужне цркве с високим бачвастим сводом и централне цркве с куполом која на својим краковима трансепта завршава апсидама. Њено стремљење висини већ најављује развој готичке архитектуре.
Велики камени плитки базен капацитета 1560 литара стоји испред улаза у катедралу. Ова тачка је некада представљала границу између власти града и надбискупије.
Скулптура названа „Планина маслина“ налази се у јужном врту, а у средњем веку је била у средишту клаустра катедрале. Ову групу фигура направио је шпејерски кипар, Готфрид Рен, у 19. веку, а заменила је оригиналну скулптуру из 15. века која је уништена.
Крипта је нарочито посебна јер је у потпуности задржала изворни изглед. Како је изграђена као гробно место салијских царева, ту је сахрањено и осам немачких царева и краљева и четири краљице и бројни бискупи.

### Димензије катедрале
- Укупна дужина катедрале: 134 м (од стуба на улазу до спољашњег зида апсиде)
- Дужина брода: 37.62 м (од спољашњег до спољашњег зида)
- Висина брода на крунама лукова свода: 33 м
- Висина источних торњева: 71.20 м
- Висина западних торњева: 65.60 м
- Димензије крипте: дужина 35x46 м, висина око 6.5 м

## Познате особе сахрањене у катедрали
- Конрад II, цар Светог римског царства (1039)
- Царица Жизела, жена Конрада II (1043)
- Хајнрих III, цар Светог римског царства (1056)
- Хајнрих IV, цар Светог римског царства (1111)
- Хенрик V, цар Светог римског царства (1125)
- Царица Беатрикс, друга жена Фридриха Барбаросе (1184. )
- Агнеза, кћерка Фридриха Барбаросе (1184. )
- Филип Швапски, син Фридриха Барбаросе (1216)
- Рудолф I Хабзбуршки (1291)
- Албрехт I Хабзбуршки (1309)